# Elettromotore perpetuo

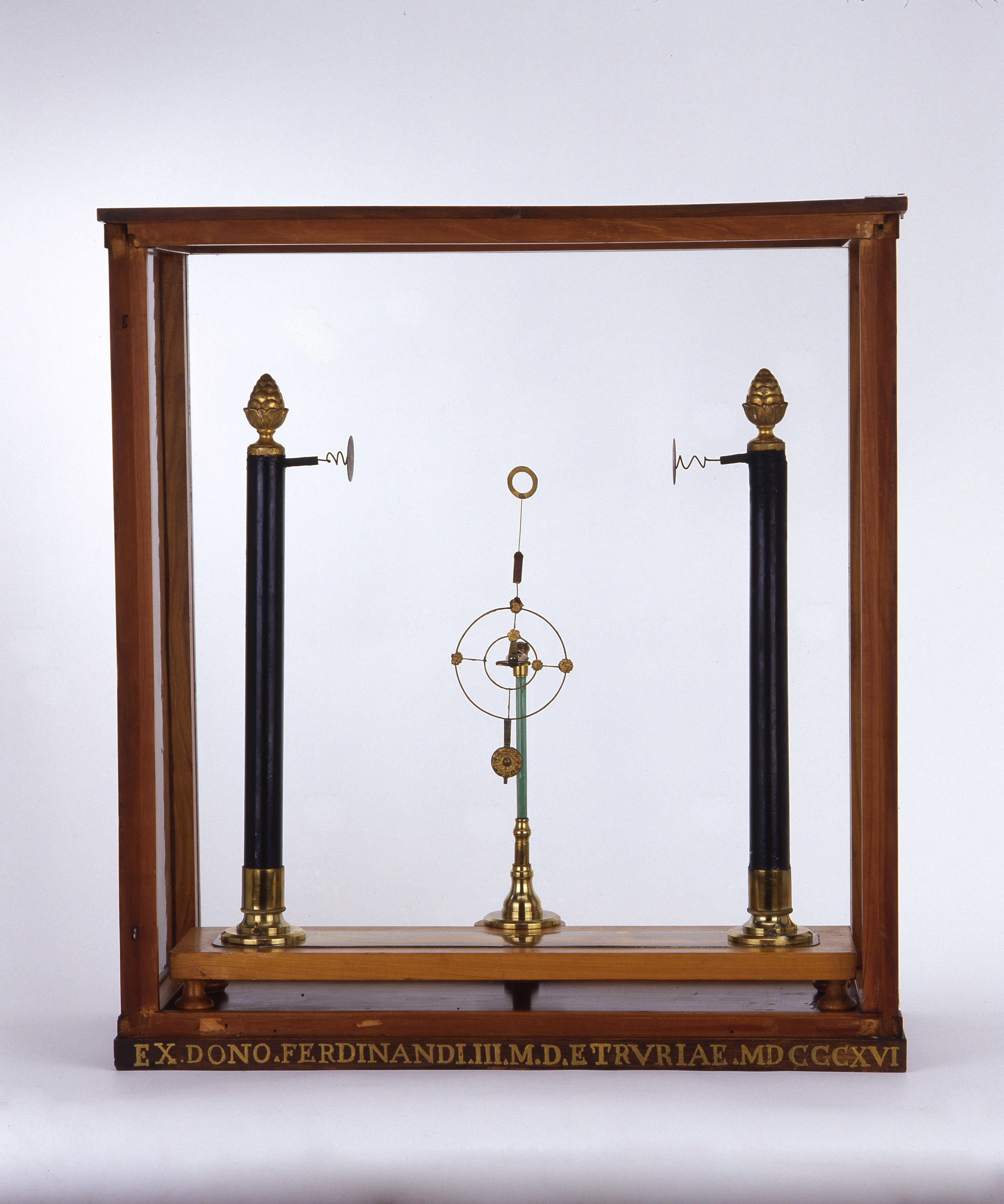
elettromotore perpetuo

L'elettromotore perpetuo è un pendolo elettrico in movimento perenne.

## Storia
Inventato dall'abate Giuseppe Zamboni, già inventore della pila a secco, che nel 1814 ne descriveva così l'uso in un suo manoscritto: "l'Elettromotore perpetuo è una Pila Voltiana in cui la sola umidità naturale e immanchevole della carta separa una dall'altra le coppie elettromotrici" e continua con un'accurata descrizione su struttura, funzionamento e manutenzione.
Lo Zamboni sfruttò successivamente i principi fisici del pendolo per realizzare, con la collaborazione di Carlo Streizig, un orologio elettrico. L'idea fu di collegare al pendolo una ruota meccanica di un orologio che muoveva in un quadrante l'indice delle ore.

## Funzionamento
L'ago oscillante in materiale conduttore si sposta tra due placche metalliche (o elettrodi) che sono collegate con le pile. Ogni placca porta cariche elettriche di segno opposto. Quando il pendolo si avvicina alla placca con le cariche positive e la tocca una parte delle cariche si trasmettono al pendolo. A questo punto sono entrambi positivamente carichi e quindi si respingono. Il pendolo va allora verso l’elettrodo con le cariche negative che a sua volta lo attrae. Ma appena viene toccato il pendolo si carica negativamente e viene respinto dall’elettrodo. Quindi si muove nuovamente verso l’elettrodo positivo dal quale è attratto. E così via incessantemente.

## Esemplari conosciuti
Sistema museale dell'Università di Siena, Collezioni degli strumenti di Fisica.
Musei civici di Modena, Strumenti scientifici.
Liceo Classico "Scipione Maffei" di Verona, antico Gabinetto di Fisica.

## Curiosità
Oltre all'elettromotore perpetuo, le pile di Zamboni hanno ispirato anche l'Oxford Electric Bell, un campanello che suona ininterrottamente dal 1840, è conservato presso il Clarendon Laboratory dell'Università di Oxford. Anche in questo caso si tratta di un esperimento dimostrativo di moto perpetuo.